# Baryssiniella
Baryssiniella es un género de escarabajos longicornios de la tribu Acanthocinini.

## Especies
- Baryssiniella hieroglyphica Berkov & Monne, 2010
- Baryssiniella tavakiliani Berkov & Monne, 2010